# Grabhügel mit Schlüssellochgraben

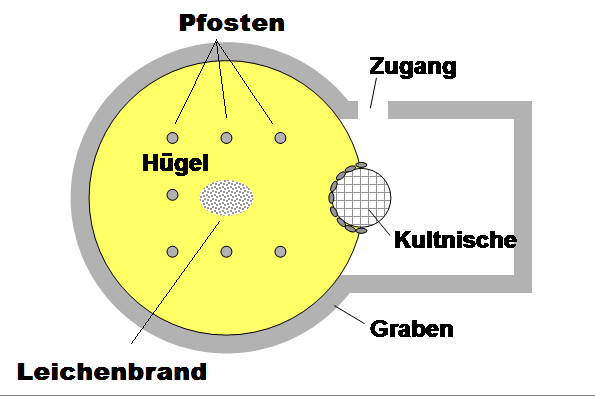
Schema der Grabhügel

Grabhügel mit Schlüssellochgräben sind eine Erscheinung bei Bestattungen, die sich der jüngeren Bronze- bis frühen Eisenzeit in Mitteleuropa findet. 

## Verbreitungsgebiet
Das bisher bekannte Verbreitungsgebiet erstreckt sich von Nordwestdeutschland über den Bereich der Niederrheinischen Grabhügelkultur, Rheinland-Pfalz, die Niederlande mit Schwerpunkten in den Provinzen Groningen, Drenthe, Overijssel, Noord-Brabant und Limburg, Belgien und Frankreich bis zur Atlantikküste.

## Beschreibung
Während der jüngeren Bronzezeit ca. (1200 bis 800 v. Chr.) war es üblich, Verstorbene auf einem Scheiterhaufen zu verbrennen. Der Leichenbrand wurde aufgelesen und in Urnen oder organischen Behältnissen beigesetzt. Ein Teil der großflächig auf regelrechten Grabfeldern niedergelegten Bestattungen erfolgte unter Erdhügeln, die von Gräben umgeben waren, die sich als dunkle Verfärbung im Boden wahrnehmen lassen.
Die Gräben sind anhand ihrer Geometrie in drei Formen zu unterscheiden:
- Kreisgräben (häufig) – auch tangierend
- Schlüssellochgräben (relativ bzw. lokal häufig)
- Langgräben (selten)

Auf Friedhöfen der jüngeren Bronzezeit (Ankum, Plaggenschale im Landkreis Osnabrück Nordrheda Kreis Gütersloh und in Dortmund-Oespel) konnten neben Kreis- und Langgräben besonders viele Schlüssellochgräben beobachtet werden. Diese Gräben verlaufen durchgehend oder sind in der Nähe des Vorhofs („Schlüsselbartansatzes“) unterbrochen. Mitunter ist der Vorhof durch ein Grabensegment sogar partiell vom runden Sektor getrennt (Wildeshausen). Die ab 1926 ausgegrabenen Grabhügel auf dem Radberg bei Reken-Hülsten waren die ersten, bei denen die Gräben entdeckt wurden. In Rheine-Altenrheine in Nordrhein-Westfalen wurden tangierende Kreisgräben aus der Eisenzeit ausgegraben.
Die runden Kreisgräben haben meist Durchmesser, die etwa zwischen 2,0 und 4,0 m liegen. Die schlüssellochförmigen Anlagen sind dagegen größer. Ihre Länge liegt allgemein zwischen 4,5 und 9,5 m. Ihre Kreise haben Durchmesser bis zu 6,0 m. Die Breite des Vorhofs kann 5,0 m betragen. Alle Abmessungen können im Einzelfall (Wildeshausen) aber auch das Doppelte betragen. Es wird angenommen, dass das umhegte Areal, das eine oder zwei Bestattungen enthält, völlig (besonders bei den Kreis- und Langgräben) oder nur im runden Teil überhügelt war. Hier finden sich mitunter auch Spuren von Pfostensetzungen. Bei einem Teil der Anlagen konnte am Übergang von Bart zu Hügel eine runde gepflasterte Fläche beobachtet werden, die gegen den ansetzenden Hügel mit Steinen abgegrenzt war. Sie wird als Kultnische aufgefasst.
Auf der Grabensohle ließen sich in vielen Fällen Reste von mehr oder minder unvollständigen Gefäßen beobachten, deren Zustand wahrscheinlich im Zusammenhang mit dem Grabritus (Opfergabe) zu sehen ist. Unter den Grabbeigaben sind (verzierte) Knochen und Knochengeräte, die in Wildeshausen als Teile eines Pferdegeschirrs gedeutet werden, äußerst selten. Nur selten konnte auch die Beigabe von Bronzeobjekten beobachtet werden. Dies ist für jüngerbronzezeitliche Friedhöfe typisch. Neben Fragmenten von Gewandnadeln gehören Rasiermesser, Griffdornmesser sowie eine so genannte Eikopfnadel zu den auffälligeren Stücken. Eine außergewöhnliche Beigabe stammt aus einem Kindergrab in Rheda-Wiedenbrück (Kr. Gütersloh). Das verzierte, vermutlich aus Sachsen-Anhalt importierte kostbare Bronzebecken, zeigt die Zugehörigkeit zur Oberschicht ebenso an wie eine reich verzierte Bronzeamphore aus Gevelinghausen (Hochsauerlandkreis) aus dem 8. Jahrhundert v. Chr., die als Urne diente, ursprünglich jedoch ein Kultgefäß war.
Eine Datenbank hat seit 1996 früheisenzeitliche längliche, grabenförmige Einhegungen in Frankreich und den Niederlanden [je 50] in Deutschland [30 Stück], und in Belgien [10] erstellt.